# بلي-دو

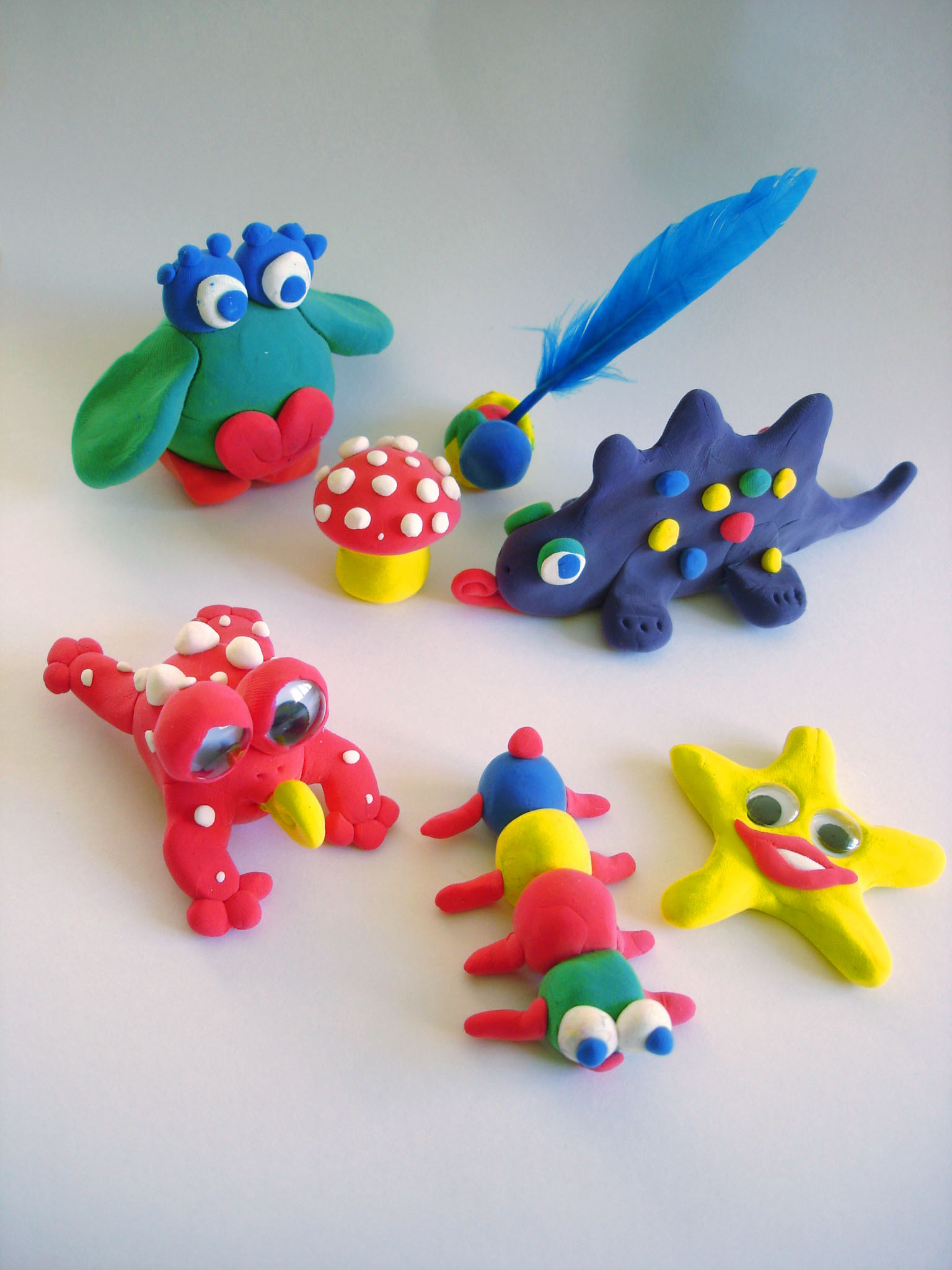
دمى مصنوعة من ال بلي-دو

بلي-دو او ما يسمى بـ الطين الصناعي هو معجون تشكيل قوالب يستخدمه الأطفال الصغار لتعلم الفن وتشكيل الدمى في البيت والمدرسة.يتكون من الطحين والماء والملح وأسيد البوريك والزيت المعدني. وهو مركب غير سام ولا يلطخ الملابس بالبقع وقابل لاعادة الاستخدام وانتج ال بلي -دو لأول مرة في سينسيناتي بولاية أوهايو الأمريكية بواسطة (شركة منتجات كاتول) عام 1930 .وقد انتج في البداية كمنظف لورق جدران الصفوف من سخام فحم التدفئة. وبعد الحرب العالمية الثانية تحول نظام التدفئة في المدارس إلى استخدام الغاز الطبيعي بدلاً من الفحم مما الغى السخام داخل الصفوف المدرسية كما ان استخدام ورق الجدران من نوع (فينلي) القابل للغسل بالماء ادى إلى انخفاض الطلب على معجون التنظيف ال بلي-دو.لكن الشركة المنتجة (كاتول) اكتشفت ان الصغار في رياض الأطفال يستخدون ال بلي-دو لصناعة زينة عيد الميلاد فبدأت بتسويق معجون التنظيف كمعجون لتشكيل القوالب ابتدأً من عام 1956.
ومن عام 1955 إلى عام 2005 بيعت أكثر من 2مليار علبة بلي-دو في 75 بلداً حول العالم بمعدل 95 مليون علبة في العام.

## وصلات خارجية
- موقع بلي-دو الرسمي

## اقرأ ايضًا
- معجون سيليكوني
- عجين السلايم
- بلاستيسين
- سكالبي